# Estornell de Samoa
L'estornell de Samoa (Aplonis atrifusca) és un ocell de la família dels estúrnids (Sturnidae). El seu estat de conservació es considera de risc mínim.

## Hàbitat i distribució
Habita boscos al voltant de l'hàbitat humà de les terres baixes fins les muntanyes de Samoa.